# Strimlus
Strimlus (Graphosoma lineatum) är en insekt som ingår i familjen bärfisar och ordningen halvvingar. Den är Södermanlands landskapsinsekt.

## Kännetecken
Strimlusen är en ca 7 millimeter bred och 10–12 millimeter lång på ovansidan svart- och rödrandig insekt. Undersidan är "rutig" i svart och rött. Trots namnet rör det sig om en skinnbagge och ingen lus.

## Utbredning
Strimlusen finns numera i stora delar av sydöstra och södra Sverige, som utgör nordgränsen för artens utbredning i Europa. Den förekommer ända bort till södra Sibirien och Centralasien. I Sverige upptäcktes den först 1817 i Berga i östra Småland.

## Levnadssätt och ekologi
Strimlusen är en värmekrävande art som lever på flockblomstriga växter, till exempel hundkäx (Anthriscus sylvestris). Både vuxna djur och nymfer suger näringsämnen ur växten, dess fruktämnen och senare dess frön. 
Strimlössen övervintrar som adulter i markskiktet och brukar visa sig på näringsväxterna i början av juni månad. Efter parningen, som ofta är en utdragen process under många timmar, och äggläggning dör så småningom de vuxna djuren. Som alla skinnbaggar har de ofullständig förvandling, vilket innebär att puppstadium saknas. Äggen kläcks och de små nymferna, som liknar de vuxna djuren, ömsar successivt skinn. Efter fem sådana tillväxtstadier utgör de en ny sensommarpopulation av adulta djur. Nymferna är brunaktiga med gula teckningar och djuren blir även i sitt avslutande vuxenstadium litet brunare än den klart svartröda teckningen hos försommarpopulationen. En viss mognadsprocess, kanske även övervintring, krävs för att utveckla den klarare färgteckningen. Den brunaktiga färgen gör att strimlössen blir svåra att se på värdväxterna, som på eftersommaren blivit brunaktiga. Strimlössens klara teckning i rött och svart under försommaren utgör en signal till fåglar och andra insektsätare att strimlusen är giftig och inte bör ätas. Även för oss människor upplevs den som illaluktande, och strimlusen hör till den grupp skinnbaggar som i vardagligt tal brukar kallas för "bärfisar", familjen Pentatomidae. 
Nymferna uppvisar ibland ett kannibalistiskt beteende, som tar sig uttryck i att en nymf under vissa betingelser kan suga ur kroppssafterna hos ett syskon. Ett "avvärjningsbeteende" med tvära kast av kroppen kan därför ses då en nymf känner att ett syskon sitter på dess rygg. Honorna har 7 äggstockar, vilket innebär att det normala antalet nymfer per kull är 7 eller multipler av 7.  
Strimlössen är lättast att upptäcka då solen skiner. Vid mulet väder kryper de oftast ner mot markskiktet. De kan vid lämplig väderlek ta till vingarna och uppsöka nya lokaler. Varma somrar med många soltimmar innebär att strimlössen är fullvuxna i början av augusti. Kalla och regniga somrar kan slå ut delar av populationen, som aldrig hinner nå sitt vuxenstadium.